# Спілка вірмен України
Громадська організація «Спілка вірмен України» — єдина національна організація, що об'єднує всі діючі в Україні вірменські організації.
Підтримка та розвиток етнічних вірмен, які проживають на території України, — одне з головних завдань організації.
Спілка вірмен України створена у 2001 році. З листопада 2011 року організацію очолює Вілен Шатворян.

За даними перепису населення 2001 року в Україні кількість вірмен становить 100 000 осіб, але за неофіційними даними в країні на сьогодні проживає майже 500 000 осіб.

## Напрямками діяльності
На сьогодні, основними напрямками діяльності організації є:
- консолідація вірменської діаспори України;
- розвиток та підтримка регіональних вірменських громад;
- залучення молоді та здорового способу життя, розвиток спорту;
- підтримка спортсменів;
- запровадження програм по вивченню вірменської мови;
- створення сприятливих умов для збереження та розвитку вірменської культури;
- підтримка вірменської церкви.

## Склад СВУ
До складу Спілки вірмен України входять вірменські громади різних населених пунктів на та регіонів України. 
| Область          | Назва                                                                             | Голова громади                 | Представник СВУ у області     |
| ---------------- | --------------------------------------------------------------------------------- | ------------------------------ | ----------------------------- |
| Вінницька        | Обласна громадська організація «Вірменська діаспора Вінниччини»                   | Егоян Самвел Сергійович        |                               |
| Донецька         | Донецька обласна громада вірмен                                                   |                                | Рубен Меружанович Макарян     |
| Житомирська      | Житомирська обласна громада вірмен «Еребуні»                                      | Мартіросян Саргіс Айвазович    |                               |
| Дніпропетровська | Дніпропетровське обласне товариство вірменської культури ім. Григора Лусаворича   | Арутюнов Гарегін Рафаелович    | Багдасарян Едуард Георгійович |
| Дніпропетровська | Криворізька вірменська громада ім. Григора Лусаворича                             | Мкртчян Овсеп Ґурґенович       | Багдасарян Едуард Георгійович |
| Запорізька       | Спілка вірмен України Запорізької області                                         | Саргсян Арташес Аветікович     |                               |
| Київська         | Київська вірменська громада                                                       | Геворкян Норік Тігранович      |                               |
| Кіровоградська   | Спілка вірмен України Кіровоградської області                                     | Хачатрян Тігран Самвелович     |                               |
| Львівська        | Львівська вірменська культурна громада «Ахпюр»                                    | Сараджян Аветіс Русланович     |                               |
| Миколаївська     | Спілка вірмен України Миколаївської області                                       | Кохлікян Артур Гензелович      |                               |
| Полтавська       | Полтавська обласна вірменська громадська організація «УРАРТУ»                     | Агаджанян Саркіс Єнгібарович   |                               |
| Рівненська       | Рівненська обласна вірменська громада «Наірі»                                     | Татосян Вардан Ванібекович     |                               |
| Сумська          | Сумська обласна організація вірменської культури «Арцах»                          | Цатурян Алік Фарунакович       |                               |
| Тернопільська    | Тернопільська вірменська громада                                                  | Геворгян Марат Генрікович      |                               |
| Закарпатська     | Суспільство вірменської культури Закарпаття "Арарат"                              | Єнокян Карен Вачаганович       | Оганес Никогосян              |
| Харківська       | Харківська обласна громадська організація «Вірменська національна міська громада» | Оганесян Армаіс Варткесович    |                               |
| Херсонська       | Спілка вірмен України Херсонської області                                         | Мкртчян Тігран Самвелович      |                               |
| Хмельницька      | Хмельницький обласний союз вірменської національної культури «Арарат»             | Авакян Сурен Гамлетович        |                               |
| Чернігівська     | Чернігівська вірменська громада                                                   | Мовсесян Самвел Генрихович     |                               |
| Чернівецька      | Чернівецьке обласне Вірменське національно-культурне товариство «Аревик»          | Давидович Віктор Олександрович |                               |

## Спілка вірменської молоді України
Спілка вірменської молоді України є молодіжним крилом СВУ та об'єднує вірменські молодіжні організації в 14 регіонах України. Головою СВМУ є Артур Саркісян обраний на посаду у 2018 році.
Вірменські молодіжні організації є у таких містах: 
- Вінниця
- Київ
- Миколаїв
- Дніпро - ГО "Вірменська молодь Дніпропетровської області"
- Одеса - ГО "ОДЕСЬКА ОБЛАСНА ВІРМЕНСЬКА МОЛОДІЖНА ГРОМАДСЬКА ОРГАНІЗАЦІЯ "АРМИР"
- Кам'янське
- Львів
- Харків
- Чернігів
- Запоріжжя
- Ужгород
- Полтава
- Черкаси
- Кропивницький
- Маріуполь

## Комітети СВУ
- Спортивний комітет Спілки вірмен України
- Комітет з освіти Спілки вірмен України
- Історико-культурний комітет Спілки вірмен України
- Жіночий комітет Спілки вірмен України

## Українська єпархія Вірменської апостольської церкви
Українську єпархію Вірменської апостольської церкви було офіційно відновлено і зареєстровано 28 листопада 1991 р.  Громади Вірменської апостольської церкви діють у Львові, Києві, Одесі, Харкові, Донецьку, Дніпропетровську, а також у деяких містах Криму. Українську єпархію ВАЦ, центр якої знаходиться у Львові, очолює єпископ Маркос Оганесян. Триває поетапний процес повернення вірменській громаді кафедрального Успенського собору. 25 червня 2001 р. під час перебування у Львові храм відвідав Папа Іван Павло ІІ.